# Inga amboroensis
Inga amboroensis é uma espécie vegetal da família Fabaceae.
Árvore conhecida somente no Parque Nacional Amboró, a oeste da cidade de Santa Cruz, na Bolívia.